# Валуйчанское сельское поселение
Валуйчанское сельское поселение — муниципальное образование в Красногвардейском районе Белгородской области.
Административный центр — село Валуйчик.

## История
Валуйчанское сельское поселение образовано 20 декабря 2004 года в соответствии с Законом Белгородской области № 159.

## Население
| 2010  | 2011  | 2012  | 2013  | 2014  | 2015  | 2016  | 2017  | 2018  |
| ----- | ----- | ----- | ----- | ----- | ----- | ----- | ----- | ----- |
| 1254  | ↘1249 | ↘1225 | ↘1198 | ↘1153 | ↘1142 | ↘1120 | ↘1106 | ↘1089 |
| 2019  | 2020  | 2021  |       |       |       |       |       |       |
| ↘1082 | ↘1063 | ↘994  |       |       |       |       |       |       |

## Состав сельского поселения
| № | Населённый пункт | Тип населённого пункта       | Население |
| - | ---------------- | ---------------------------- | --------- |
| 1 | Валуйчик         | село, административный центр | ↘698      |
| 2 | Кулешовка        | село                         | ↘449      |
| 3 | Старокожево      | село                         | ↘107      |